# Joe Dial
Joe Dial (* 26. Oktober 1962 in Marlow, Oklahoma) ist ein ehemaliger US-amerikanischer Leichtathlet, der sich auf den Stabhochsprung spezialisiert hat. 1989 gewann er die Bronzemedaille bei den Hallenweltmeisterschaften in Budapest.

## Sportliche Laufbahn
Joe Dial wuchs in Oklahoma auf und absolvierte ein Studium an der Oklahoma State University. Erste internationale Erfahrungen sammelte er bei den Hallenweltspielen 1985 in Paris, bei denen er mit übersprungenen 5,40 m den achten Platz belegte. 1987 blieb er bei den Weltmeisterschaften in Rom in der Qualifikationsrunde ohne eine Höhe und 1989 gewann er bei den Hallenweltmeisterschaften in Budapest mit 5,70 m die Bronzemedaille hinter Rodion Gataullin und Grigori Jegorow aus der Sowjetunion. 1991 verpasste er bei den Weltmeisterschaften in Tokio mit 5,40 m den Finaleinzug und 1998 beendete er seine aktive sportliche Karriere im Alter von 36 Jahren. Von 1993 bis 2022 war er Leichtathletiktrainer an der Oral Roberts University in Tulsa.
In den Jahren 1985 und 1987 wurde Dial US-amerikanischer Meister im Stabhochsprung.